# Nancy Marcus
Pour les articles homonymes, voir Marcus.
Nancy Helen Marcus (17 mai 1950 - 12 février 2018) est une biologiste et océanographe américaine. Au cours de ses études supérieures, elle se fait connaître comme experte en écologie des copépodes et en biologie de l'évolution. Elle commence sa carrière en tant que post-doctorante à l'Institut océanographique de Woods Hole où elle étudie la dormance des copépodes et ses implications pour l'aquaculture marine. Elle poursuit ses recherches sur le terrain, en tant que professeur d'océanographie, puis en tant que directrice du laboratoire marin de l'université d'État de Floride (FSU). Pendant cette période, Nancy Marcus est élue membre de l'Association for Women in Science, de l'Association américaine pour l'avancement des sciences et elle devient présidente de l'Association pour les sciences de la limnologie et de l'océanographie. En tant que présidente, elle dirige les efforts visant à accroître les activités d'éducation et à augmenter son fonds de dotation.
En 2005, elle passe des sciences à l'administration des collèges lorsqu'elle est nommée doyenne de la FSU Graduate School. Pendant son mandat, la FSU a presque doublé le nombre de doctorats délivrés chaque année. Elle créé plusieurs programmes universitaires de deuxième cycle et le Bureau des bourses et des prix, pour les diplômés de la FSU. Nancy Marcus est présidente du conseil d'administration du Council of Graduate Schools (en) pour s'occuper de l'avenir de l'enseignement supérieur. En dehors de ses activités universitaires, Nancy Marcus est une magicienne et une ventriloque. Elle a siégé au conseil d'administration du Goucher College (en), de 2009 à 2016 et est auparavant présidente de la commission des affaires académiques. Nancy Marcus décède le 12 février 2018 après deux ans de traitement pour un mélanome de la choroïde.

## Jeunesse et formation
Nancy Helen Marcus naît à New York, le 17 mai 1950, de Betty Levy et Harold T. Marcus, originaires de New Rochelle, New York. Elle est élevée à New Rochelle avec son frère Théodore,. À l'âge de 10 ans, elle commence à pratiquer la magie et la ventriloquie, continuant à pratiquer la première jusqu'à l'âge adulte. Elle s'est intéressée aux sciences dès son plus jeune âge.
Nancy Marcus a fréquenté l'alma mater de sa mère, le Goucher College (en). En 1971, elle fait partie d'une équipe de chercheurs, de premier cycle, de Goucher et de Towson qui participent à une étude intitulée « Une analyse de la dégradation du lac Roland (en). ». Les étudiants reçoivent une bourse de 13 140 $ de la Fondation nationale pour la science (NSF) pour mener à bien l'enquête.
Pendant sa dernière année, Nancy Marcus et un collègue mènent des recherches, sur le terrain, sur le phytoplancton au laboratoire marin de l'université Duke, en janvier 1972.
Pendant ses études de premier cycle, Nancy Marcus a également étudié à la station biologique de recherche des Bermudes (en)
. Elle est encouragée à poursuivre des études supérieures par les chercheurs qu'elle a rencontrés à Goucher. Elle obtient une licence, en biologie, en 1972.
Elle obtient une maîtrise et un doctorat en biologie avec une concentration en écologie et en biologie de l'évolution à l'université Yale, en 1976,. Sa thèse s'intitulait Genotypic and Phenotypic Variation in the Sea Urchin Arbacia Punctulata (Gray), en français : Variation génotypique et phénotypique de l'oursin arbacia punctulata. Elle dédie sa thèse à Mary E. Clutter du NSF. Son conseiller doctoral est Joseph Ramus. Nancy Marcus reçoit un soutien financier, sous forme de subventions de Sigma Xi, de subvention de la NSF, de subvention de formation du NICHD (en), de stage à la NSF et de bourses de l'université de Yale. Elle se fait connaître comme une océanographe accomplie et une experte dans l'étude des copépodes grâce à ses recherches et ses études de troisième cycle.

## Carrière

### Début de carrière à Woods Hole
Nancy Marcus travaille comme stagiaire postdoctoral à l'institut océanographique de Woods Hole, de 1976 à 1978. Son expertise porte sur l'écologie et la biologie évolutive des copépodes. En 1978, elle est engagée comme scientifique associée dans le département de biologie de l'institut océanographique de Woods Hole,. Elle fait des recherches sur la dormance des copépodes et son application à l'aquaculture marine. En 1984, Nancy Marcus et le scientifique associé George Grice effectuent un voyage de deux semaines et demie en Chine à l'invitation du professeur Zheng Zhong, fondateur du programme de biologie marine de l'université de Xiamen. Marcus et Grice présentent des documents sur la biologie de la reproduction des copépodes. Elle déclare alors que « le type de travail que nous faisons suscite un grand intérêt et que les États-Unis ont besoin d'équipements scientifiques et d'expertise ». À partir de septembre 1984, un scientifique invité de l'université de Xiamen fait des recherches dans le laboratoire de Nancy Marcus pendant un an.

### Recherches à l'université d'État de Floride
Elle commence à travailler à l'université d'État de Floride (FSU) comme professeur associé d'océanographie, en 1987 puis devient professeur titulaire, en 1991. En septembre 1993, Nancy Marcus est choisie pour occuper, pendant un an, le poste de vice-présidente, puis pendant deux ans celui de présidente de l'Association pour les sciences de la limnologie et de l'océanographie (ASLO). Pendant sa présidence de l'ASLO, elle met en place trois objectifs : une révision des statuts, de nouvelles initiatives en matière d'éducation telles qu'un atelier intitulé « L'utilisation des nouvelles technologies informatiques dans l'enseignement de premier cycle » et une « journée de la science » à l'université du Wisconsin à Milwaukee et enfin l'augmentation du fonds de dotation. Elle est félicitée par l'ASLO, en 1998, pour ses efforts visant à accroître les activités éducatives. En 1993, Nancy Marcus reçoit 56 000 dollars par une subvention de trois ans, de la NSF.
De 1989 à 2001, Nancy Marcus est la directrice du laboratoire maritime de l'Université de Floride (FSU). Elle est coordinatrice de la bourse nationale de la mer de l'Université (en). En 2001, elle est la directrice du programme Women in Math, Science, and Engineering (en français : Les femmes en mathématiques, sciences et ingénierie), de l'université. Au cours de l'été 2001, Nancy Marcus publie un commentaire commun avec les professeurs Patricia Yancey Martin (en), Jean G. Bryant, Dianne F. Harrison (en), Gary R. Heald, Sheila Ortiz-Taylor, Pamela L. Perrewé et David W. Rasmussen, sur le statut des femmes dans le monde universitaire : les préjugés et les « formes subtiles et non conscientes de discrimination » qui persistent. Elle est la présidente du département d'océanographie, en 2003. Ses recherches ultérieures portent sur les impacts de la baisse des niveaux d'oxygène sur la dynamique des populations de copépodes marins. Marcus mene des recherches de terrain dans le golfe du Mexique, au large des côtes de la Californie du Nord, dans la baie de Narragansett et dans le golfe du Maine.
Jusqu'au milieu des années 1970, l'étude des organismes marins est entravée par l'incapacité à cultiver et à maintenir les espèces, dans un environnement de laboratoire. Nancy Marcus participe à la création d'un « système normalisé et d'un protocole de gestion pour l'élevage des larves de poissons marins ». Elle construit deux serres au FSU, qui sont ensuite converties en laboratoires pour évaluer les interactions entre les espèces aquatiques et étudier les plantes marines. Les laboratoires lui permettent d'étendre ses travaux sur la dormance des œufs et de les classer en catégories, ce qui permet aux chercheurs de maintenir une production stable. Elle découvre que certains œufs sont résistants à la contamination et qu'ils peuvent être utilisés comme inoculum dans le développement de cultures de copépodes.
En 2003, Nancy Marcus organise une conférence, parrainée par la National Oceanic and Atmospheric Administration, pour l'Institut océanique de l'Université du Pacifique à Hawaï (en) afin de présenter leurs études et d'évaluer l'état de la recherche sur la culture des copépodes et la larviculture. Les résultats de la conférence sont présentés dans un livre, co-édité par Nancy Marcus, Copepods in Aquaculture, qui devient un « ouvrage de référence » pour les chercheurs analysant le comportement et les utilisations des copépodes, ainsi que leur propagation et leur application à l'étude d'autres espèces marines.

### Doyenne de l'école supérieure
Le 9 août 2005, Nancy Marcus succède à Dianne F. Harrison, au poste de doyenne de l'école supérieure (en anglais : Graduate School) de la FSU. Elle co-fonde, avec Jeff Chanton (en), le Master de sciences de l'environnement aquatique, à la FSU.
De 2011 à 2012, elle est la présidente de la Conférence des écoles supérieures du Sud. Après avoir siégé, pendant cinq ans, au conseil d'administration du Council of Graduate Schools (en), Marcus est nommée présidente pour le mandat de 2016. Elle succède à Mark Smith en 2017. À ce titre, Marcus dirige le conseil d'administration vers l'orientation de l'enseignement supérieur. La présidente du Conseil des écoles supérieures, Suzanne Ortega, déclare que Marcus « était une défenseuse convaincue de l'enseignement supérieur ». Ortega fait également remarquer qu'« en tant que doyenne des études supérieures, elle a accordé une attention particulière à l'élargissement des possibilités de carrière des diplômés et a élaboré des programmes pour soutenir leur réussite dans divers secteurs - universités, industrie et gouvernement... le conseil d'administration de la BESC bénéficiera grandement de son leadership et de son expertise ».
En 2016, elle démissionne du conseil d'administration du Goucher College après avoir été en poste depuis 2009. Nancy Marcus était auparavant la présidente du comité des affaires académiques du Goucher College. Elle quitte son poste de doyenne de la Graduate School de l'université de Californie du Sud, à l'été 2017. En août 2017, Mark Riley est nommé doyen de la Graduate School. D'août 2017 à la fin du trimestre d'automne, Nancy Marcus est professeur au département des sciences de la terre, des océans et de l'atmosphère. Elle prend sa retraite, à la fin de 2017.

## Vie personnelle
Nancy Marcus épouse Cecile Reynaud (en), éducatrice et entraîneuse de volley-ball, vers 1992. Ses hobbies sont le tennis, le golf et le volley-ball. Elle fait également de la randonnée, des voyages et de la cuisine. Elle est également capitaine de bateau certifiée et va fréquemment pêcher et faire du bateau dans le golfe du Mexique. 
Le 12 février 2018, Nancy Marcus meurt à Tallahassee, en Floride, après deux ans de traitement agressif pour un mélanome de la choroïde. Après sa mort, un service est organisé dans la grande salle de bal du FSU Alumni Center et la Nancy Marcus Endowment for Graduate Student Excellence est créée.

## Prix et distinctions
En 1989, Nancy Marcus est élue membre de l'Association américaine pour l'avancement des sciences (en anglais : American Association for the Advancement of Science). En 2001, elle reçoit le prix Robert O. Lawton Distinguished Professor Award, la plus haute distinction du corps professoral de l'Université de Californie du Sud, ainsi que la chaire Mary Sears d'océanographie,. Le FSU créé la chaire Nancy Marcus, en 2003. En 2004, elle est élue membre de l'Association pour les femmes de science. En 2008, un donateur anonyme lui fait l'honneur de créer la chaire Nancy Marcus en raison de ses efforts pour augmenter le nombre d'étudiants, sous-représentés dans le domaine des sciences. En 2014, l'auditorium principal de la salle des honneurs, des chercheurs et des boursiers du FSU est nommée Nancy H. Marcus Great Hall.

## Publications (sélection)

### Ouvrages
- (en) Christine A. Ennis et Nancy H. Marcus, Biological Consequences of Global Climate Change, University Science Books, 1996 (ISBN 978-0-935702-85-9, lire en ligne).
- (en) Cheng-Sheng Lee, Patricia J. O'Bryen et Nancy H. Marcus, Copepods in Aquaculture, John Wiley & Sons, 2008, 269 p. (ISBN 978-0-470-27630-3, lire en ligne).

### Articles
- (en) Nancy H. Marcus, « Recruitment of copepod nauplii into the plankton: importance of diapause eggs and benthic processes », Marine Ecology Progress Series, vol. 15, nos 1-2,‎ 3 janvier 1984, p. 47-54 (DOI 10.3354/meps015047, JSTOR 24815920).
- (en) Nancy H. Marcus, Robert Lutz, Wiliam Burnett et Peter Cable, « Age, viability, and vertical distribution of zooplankton resting eggs from an anoxic basin: Evidence of an egg bank », Limnology and Oceanography, vol. 39, no 1,‎ janvier 1994, p. 154-158 (DOI 10.4319/lo.1994.39.1.0154).
- (en) Nancy H. Marcus, « Ecological and evolutionary significance of resting eggs in marine copepods: past, present, and future studies », Hydrobiologia, vol. 320, nos 1-3,‎ mars 1996, p. 141-152 (DOI 10.1007/BF00016815).
- (en) Nancy H. Marcus, « Minireview: The importance of benthic-pelagic coupling and the forgotten role of life cycles in coastal aquatic systems », Limnology and Oceanography, vol. 43, no 5,‎ juillet 1998, p. 763-768 (DOI 10.4319/lo.1998.43.5.0763).
- (en) Nancy H. Marcus, « Oceanography, Science, and Academia: Women Making a Difference », Oceanography, vol. 18, no 1,‎ mars 2005, p. 51-55 (DOI 10.5670/oceanog.2005.71).

### Source de la traduction
- (en) Cet article est partiellement ou en totalité issu de l’article de Wikipédia en anglais intitulé « Nancy Marcus » (voir la liste des auteurs).